# バスケットボールアイルランド代表
バスケットボールアイルランド代表（Ireland national basketball team）は、バスケットボール・アイルランドにより国際大会に派遣されるアイルランド島を代表するバスケットボールナショナルチームである。

## 歴史
1948年のロンドン五輪に出場するが、最下位に終わる。
その後は国際舞台から遠ざかっている。

## 主な国際大会成績

### 夏季オリンピック
- 1948年　―　23位

### ワールドカップ（旧世界選手権）
- 出場なし

### ユーロバスケット
- 出場なし

## 主な歴代代表選手
- ジャスティン・ノートン(大阪エヴェッサ)